# Nagy kiugrás
A nagy kiugrás kifejezést Jared Diamond amerikai tudós alkotta meg, és azt a viszonylag rövid ideig tartó folyamatot értjük alatta, amelynek révén az anatómiailag modern ember (Homo sapiens) szert tett a ma is jellemző képességeire, viselkedésére.

## Az anatómiailag modern ember kialakulása
Az anatómiailag modern ember mintegy 170-130 000 évvel ezelőtt alakulhatott ki Afrikában, valamely Homo erectus populációból. Pontos időpontot azért nehéz mondani, mivel a maradványok jellegeinek változásában folyamatos az átmenet a két faj között (bár vannak antropológusok, akik egyáltalán nem tartják külön fajnak a Homo erectus-t).
Ahová a Homo erectus eljutott, ott idővel megjelent a korai Homo sapiens is. A mai ember kialakulását ezen tények figyelembevételével próbálják magyarázni az alábbi két elmélet segítségével:

### Többközpontú elmélet

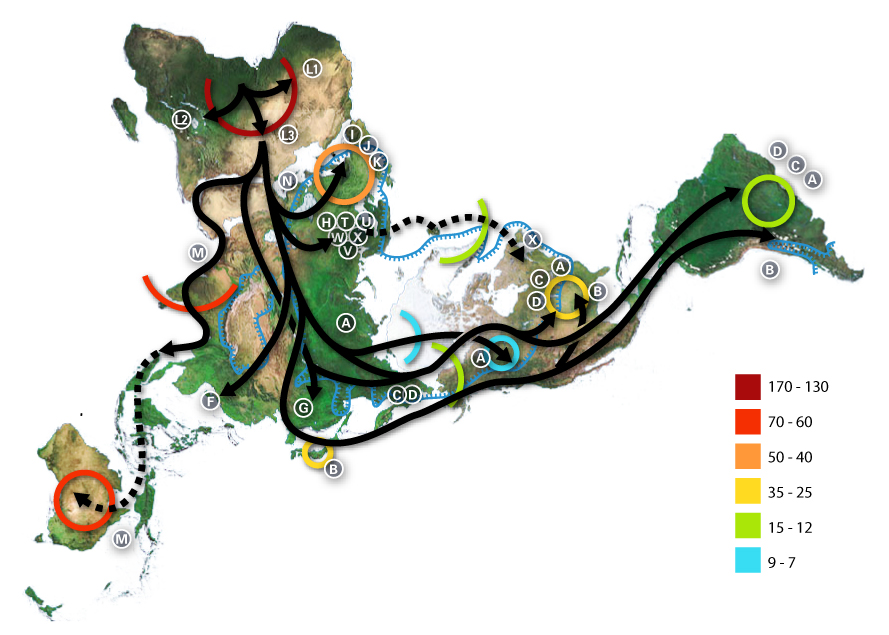
Az emberiség elterjedése az egyes földrészeken a mitokondriális DNS változásai alapján.

A többközpontú (multiregionális) elmélet szerint az afrikai, közel-keleti és távol-keleti Homo erectus populációkból közel egy időben, helyben fejlődött ki a Homo sapiens, és ezekből a helyi Homo sapiens populációkból fejlődtek ki az egyes mai emberfajták. Az elmélet szerint a neandervölgyi emberek lennének az Európában élt Homo sapiens populációk közvetlen elődei.
Populációgenetikusok azonban vitatják ezt az elképzelést, mivel hosszú időn keresztül jelentős génáramlást feltételez az egymástól nagyon nagy távolságra levő központok között ahhoz, hogy az evolúciós változások „eredménye” mindenhol „ugyanaz” a modern ember legyen. Molekuláris biológiai (mitokondriális DNS és Y-kromoszóma) vizsgálatokkal azonban végleg megcáfolták ezt az elméletet.

### Egyközpontú elmélet
Ezt a modellt szokták még „afrikai kirajzásnak” nevezni. Ezen elmélet szerint a modern Homo sapiens Afrikában, a Szaharától délre eső területeken alakult ki és innen kivándorolva népesítette be a többi földrészt, felváltva az ott élő Homo erectus illetve neandervölgyi populációkat. A régészeti leletanyag és különösen a molekuláris biológiai vizsgálatok (például mitokondriális Éva-hipotézis) egyértelműen alátámasztják ezt az elméletet: vagyis a modern ember Afrikából kiindulva, a Közel-Kelet felől hódította meg Európát ill. Ázsiát, nem keveredve az ott talált premodern populációkkal, hanem kiszorítva őket (Európából a neandervölgyi embert, az indonéziai Flores szigetéről pedig a törpenövésű Homo floresiensis-t, a „hobbitot”).
A régészeti leletekben (gazdagságukban, változatosságukban) az anatómiailag modern ember megjelenése nem volt különösebben feltűnő: a nekik tulajdonított eszközök változatosságában nem tapasztalható ugrásszerű változás (nem úgy a nagy kiugrást követően).

## A nagy kiugrás ideje

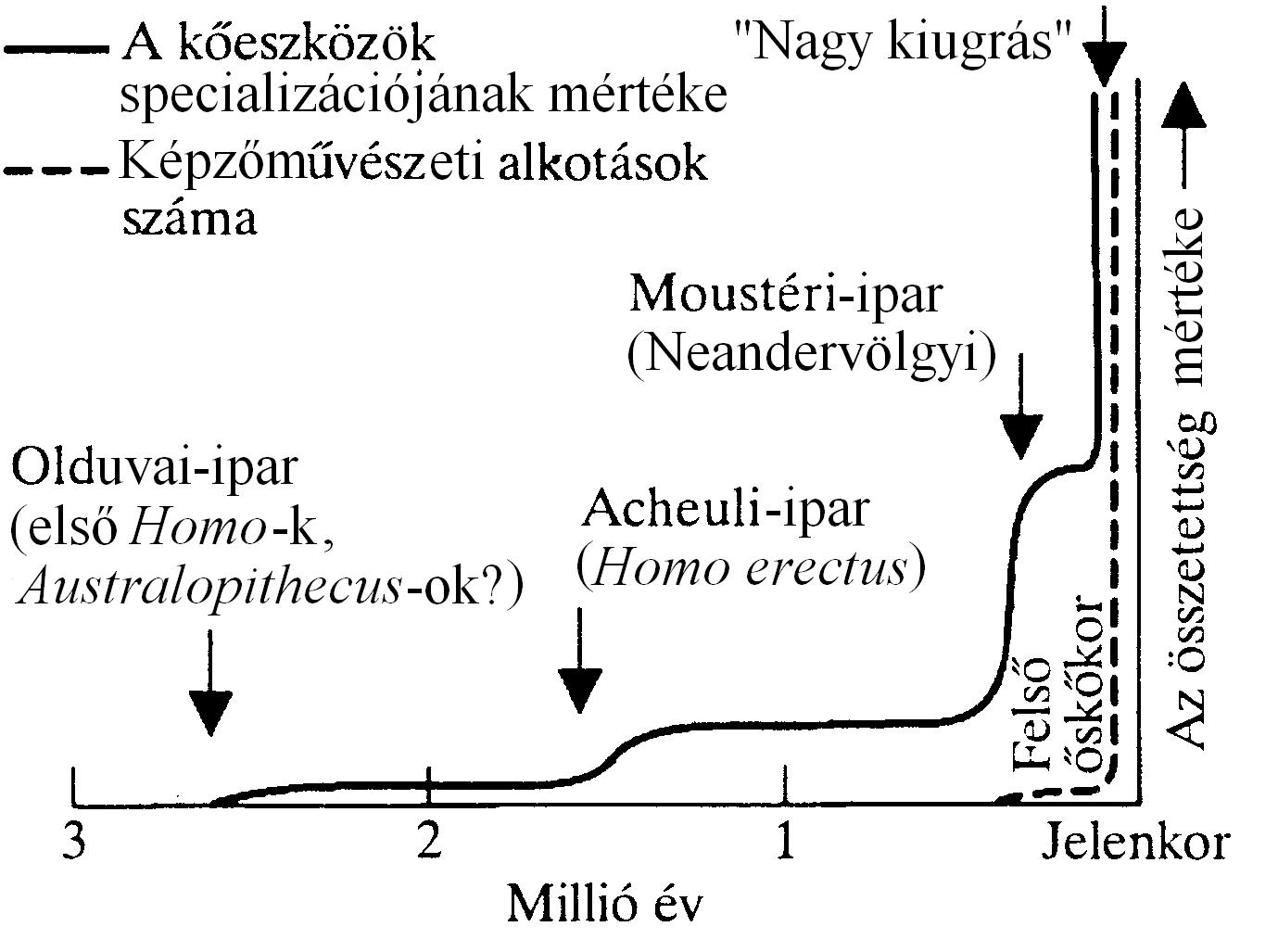
Őseink által készített kőeszköztípusok és képzőművészeti alkotások száma Richard Leakey szerint. Egyes antropológusok szerint a felső paleolitikum változatos leletanyagai a beszéd viszonylag rövid idő alatti kialakulására utalnak.

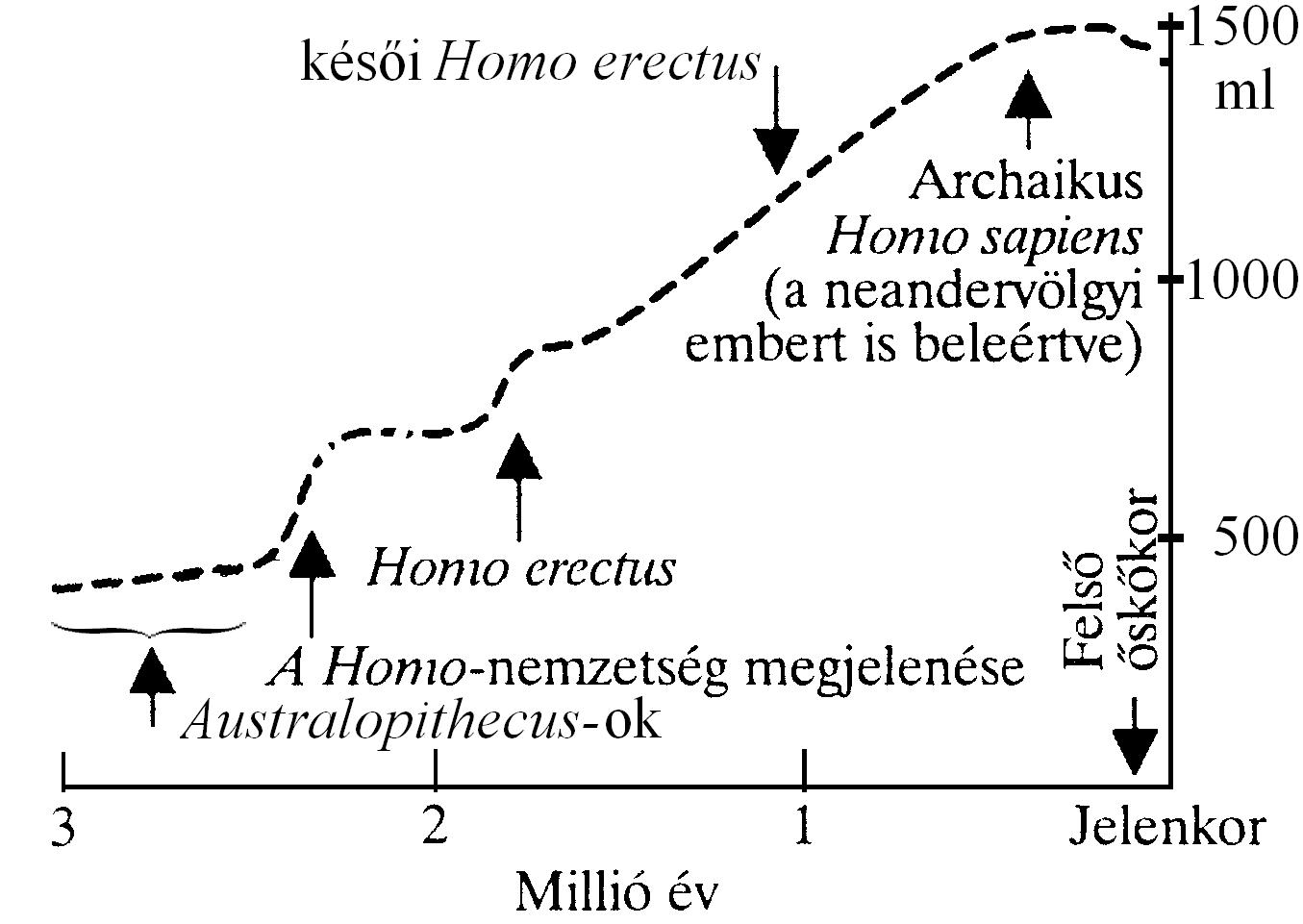
Őseink agytérfogatának változása az elmúlt hárommillió év során Richard Leakey szerint. A diagram azt sugallja, hogy a beszéd képessége folyamatosan alakult ki.

A nagy kiugrás időpontját az antropológusok 70-50 000 évvel ezelőttre teszik és az anatómiailag modern ember valamely a Szaharától délre élt afrikai populációjában következhetett be egy vagy több mutáció révén, amely ezek után szétterjedt más populációkban is. A nagy kiugrás mindenképpen az Afrikából való kivándorlás kezdete előtt következett be, és úgy tűnik, hogy nagyban hozzájárulhatott a modern ember elterjedéséhez a Földön.

## A nagy kiugrás bizonyítékai

### Régészeti bizonyítékok
Minden bizonnyal a nagy kiugráshoz köthető a viszonylag rövid idő alatt megjelenő, a korábbiaknál sokkal változatosabb régészeti leletanyag:
- a nagy kiugrás után az ember által készített és használt eszközök sokkal változatosabbak, finomabban megmunkáltak és specializáltabbak lettek;
- a nagy kiugrás után az ember által készített eszközök nem korlátozódnak pusztán a szűken vett létfenntartáshoz szükséges eszközökre: ekkoriban jelennek meg a különféle („haszontalan”) ékszerek (például nyakláncok, karperecek stb.), amelyek főleg csigaházakból készültek;
- mindenképpen a nagy kiugrás után jelentek meg a régészeti leletekben a különféle és viszonylag magas színvonalú művészeti alkotások: barlangrajzok és szobrocskák (például Willendorfi Vénusz) – nem csak Európában.

Feltételezhető, hogy a régészeti leletanyag ilyen változatossága arányban áll a szellemi képességek és gondolkodás fejlődésével, fejlettségével. Vagyis a modern ember a nagy kiugrás során nyerte el a rá jellemző kimagasló intellektuális képességeket, amelyek később olyan sikeressé tették, hogy gyakorlatilag a Föld bármely részén képes volt megtelepedni.

### Beszéd
Néhány antropológus (köztük Jared Diamond) azt tartja, hogy a beszéd a modern embernél jelent meg a nagy kiugrás során és gyakorlatilag ez tette olyan sikeressé illetve ennek köszönhető a felső kőkorszak „ipari forradalma”.
Mások szerint a beszéd kialakulása szorosan összefüggött az agy mintegy kétmillió éve elkezdődött növekedésével és nem egyetlen mutáció eredménye: vagyis kialakulása hosszú fejlődés eredménye. Azzal érvelnek, hogy ha korábban alakul ki a beszéd, akkor képes rá, hogy hatást gyakoroljon az agy és a hangképző szervek evolúciójára, míg ellenkező esetben nem. Szerintük már a Homo erectus (és talán az őse is) tudott beszélni valamilyen szinten. Utóbbiak igazát a fosszilis koponyák vizsgálatai is alátámasztják.
Mindenesetre a mai jellegű beszéd megjelenése óriási jelentőségű lehetett: hiszen csak a beszéd révén lehetséges – többek között – sok ember bonyolult és összetett cselekvésének összehangolása (és ezáltal sikeres véghezvitele), valamint a hatékonyabb tapasztalatcsere.

### A modern és neandervölgyi emberek együttélése a Közel-Keleten

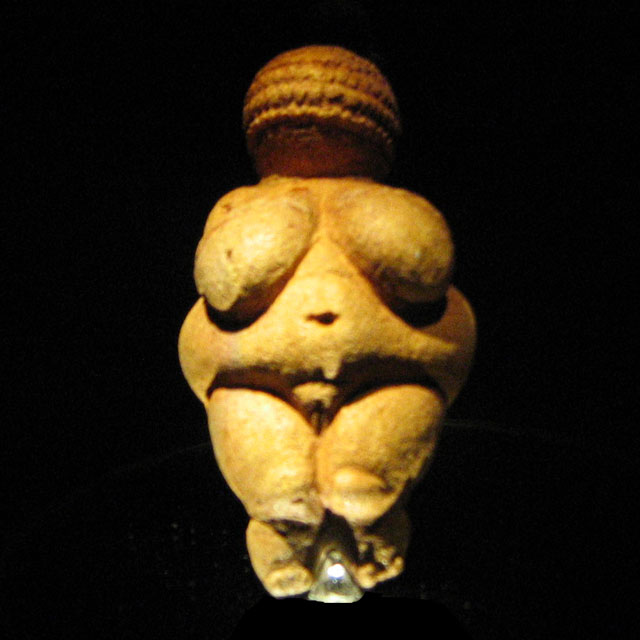
A Willendorfi Vénusz.

A legidősebb, modern embertől származó maradványok a Közel-Keleten 80-100 000 évesek, míg ugyanott a neandervölgyi emberek legfiatalabb maradványai kb. 50 000 évesek. Vannak, akik szerint a két faj több tízezer éves közel-keleti együttélése csak látszólagos: elképzelhető, hogy különböző időszakokban, egymást felváltva népesítették be a Közel-Keletet. Vagyis amikor hidegebbre fordult az idő (a Würm-eljegesedés beköszöntével, mintegy 70 000 évvel ezelőtt), akkor a modern ember délebbre húzódott és életterét elfoglalta északról a neandervölgyi ember. Amikor engedett a jégkorszak, vagy pedig a modern ember megtanult alkalmazkodni a hűvösebb éghajlathoz (a nagy kiugrást követően), akkor ennek a fordítottja játszódhatott le.
Tehát elképzelhető, hogy a meleg éghajlaton kialakult modern ember 80-100 000 évvel ezelőtt (vagyis a nagy kiugrás előtt) még nem rendelkezett egy hűvösebb klíma alatti megélhetéshez szükséges technikákkal, ismeretekkel, amire a neandervölgyi emberek (jórészt) biológiai adaptáció révén évtízezredek alatt szert tettek. A hűvösebb éghajlatok alatt csak a nagy kiugrást követően jelent meg a modern ember, vagyis ekkortól már rendelkezett azon intellektuális képességekkel, amelyek révén mostohább körülmények között is meg tudott élni (kulturális adaptáció).

## A nagy kiugrás kiváltó okai

### A „genetikai Ádám” megjelenése
Spencer Wells amerikai populációgenetikus a Humán Genom Projekt keretén belül az emberi DNS változatosságát kutatta az emberi faj történelmi idők előtti vándorlási irányainak és azok hozzávetőleges idejének megfejtésére. Kutatásai során azt tapasztalta, hogy minden férfi Y-kromoszómájában ugyanaz a marker található, amely mintegy 60 000 évvel ezelőtt jelenhetett meg valahol Kelet-Afrikában. Tehát egy valamikor akkortájt élt férfi lenne minden ma élő férfi őse („genetikai Ádám”).
Spencer Wells elmélete szerint a nagy kiugrás ennek a „genetikai Ádámnak” a megjelenéséhez köthető. Ez a férfi feltehetően társainál kreatívabb, intelligensebb lehetett, ennélfogva hatékonyabb vadászeszközöket készíthetett illetve vadászati stratégiákat dolgozhatott ki. Ezek miatt idővel közösségének vezetőjévé is válhatott. Sikeressége miatt pedig a nők szemében is vonzó lehetett, így több utódja született, akik jórésze örökölte képességeit, biztosítva ezzel azok további fennmaradását.
Más, akkoriban élt férfiak genetikai állománya pedig az idők során eltűnt a mai férfiak genetikai állományából: vagyis ők nem nemzettek utódokat, vagy azok idővel szintén kihaltak. Annak oka, hogy ez megtörténhetett, Spencer Wells szerint az volt, hogy akkoriban az emberiség létszáma valamilyen okból kifolyólag drámaian lecsökkent mintegy néhány ezer főre: így egy kedvező változás a génállományban hamar elterjedhetett a populáció minden tagjában.

### Egy hatalmas erejű vulkánkitörés

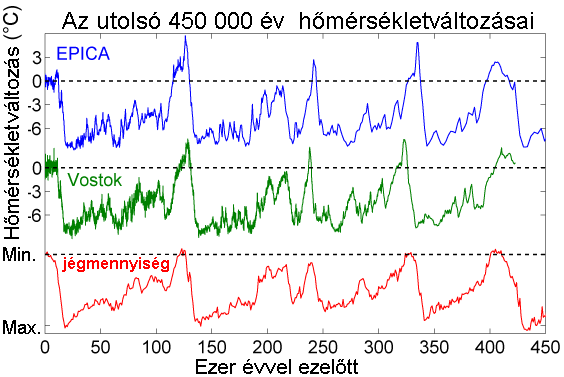
Az utolsó 450 000 év hőmérsékletváltozásai antarktiszi kutatóhelyek (EPICA, Vostok) mérései nyomán. A görbékről leolvashatók az egyes eljegesedések és interglaciálisok hozzávetőleges időtartama.

Egy klímakutató Grönland szigetének jégrétegét vizsgálva azt találta, hogy a mintegy 75 000 évvel ezelőtti szelvényekben viszonylag magas a szulfáttartalom, ami magas légköri kén-dioxid-tartalomra utal. Egy paleontológus fosszilis tengeri foraminiferák vázanyagának vizsgálata során pedig azt tapasztalta, hogy bennük magas az oxigén egy izotópjának aránya, ami a tengervíz alacsony hőmérsékletére utal, szintén kb. 75 000 évvel ezelőtt. Egy vulkanológus végül azt tapasztalta, hogy Földünk több pontján hasonló jellegű vulkáni hamu maradványai találhatóak, amelyek kora megint csak kb. 75 000.
A fenti tapasztalatok alapján azt gyanították, hogy akkoriban egy hatalmas erejű vulkánkitörés globális lehűlést okozhatott: egyrészt azzal, hogy a légköri kén-dioxid visszaveri a napsugarakat, ezáltal lehűlést okoz; másrészt pedig azzal, hogy a nagyobb területen elhelyezkedő jégtakaró szintén jobban visszaveri napfényt. Az évek során aztán a kérdéses vulkán feltételezett helyét is megtalálták: a Szumátra szigetén levő Toba-tó helyén. Talán ez a példátlan erejű vulkánkitörés lehetett az a kiváltó esemény, amely miatt az anatómiailag modern ember kiszorult a Közel-Keletről és amely az evolúciós nyomást adta a „genetikai Ádám” kialakulásához.

### Főtt ételek
A sanghaji Partner Institute for Computational Biology kutatócsoportja, Philipp Khaitovich vezetésével azt a hipotézist terjesztette elő, hogy az ember ugrásszerű fejlődésének oka a rendelkezésre álló kalóriamennyiség ugrásszerű növekedése. Az emberi elődök agya kb. 2 millió évvel ezelőtt ugrásszerűen megnőtt, de csak a nagy kiugrás idején jelentek meg az első jelei a magasabb rendű agyműködésnek. Khaitovich és csapata az ember és a főemlősök agyának összehasonlítása során a legjelentősebb különbségeket az energiametabolizmus folyamatában találta, és ezért arra a következtetésre jutott, hogy az ugrásszerű fejlődés oka a test és az agy rendelkezésére álló kalóriamennyiség növekedése volt.
Az állatok emésztőrendszere rengeteg energiát igényel, hogy feldolgozza az elfogyasztott tápanyagot. Az étel elkészítése, a főzés vagy sütés azonban, a rostok fellazításával, mintegy előemészti a táplálékot, vagyis elfogyasztása után sokkal kevesebb energia kell az emésztéshez, több marad a szervezetnek. Khaitovich elmélete alapján az agy használta fel ezeket a fölösleges kalóriákat és ez lehetett az oka a nagy kiugrásnak. Erre utal, hogy az ember által elfogyasztott kalóriamennyiség kb. 20-25%-át az agy használja fel, míg a főemlősök esetében ez 13%, egyéb gerinces állatok esetében akár 2% ez az érték.
A kutatók másik megállapítása szerint elképzelhető, hogy egyes agyműködési zavarok – szkizofrénia, autizmus, bipoláris zavar, depresszió – hátterében éppen a metabolizmus evolúciós szempontból hirtelen bekövetkezett változásai rejlenek.